# یورگن کوربیون
یورگن کوربیون (به آلمانی: Jürgen Kurbjuhn) بازیکن فوتبال و مدافع اهل آلمان است که از سال ۱۹۶۲ میلادی عضو تیم ملی فوتبال آلمان بوده‌است. وی در ۵ بازی ملی حضور داشته است و آخرین بازی ملی خود را در سال ۱۹۶۶ میلادی انجام داد. یورگن کوربیون در بازی‌های ملی‌اش گلی به ثمر نرساند.